# Asopós
Asopós, en grec moderne : Ασωπός, est un village et un ancien dème du district régional de Laconie, en Grèce. Depuis 2010, il est fusionné au sein du dème de Monemvasia.
Selon le recensement de 2011, la population du dème compte 3 840 habitants tandis que celle du village s'élève à 1 023 habitants.